# Winnebago Industries

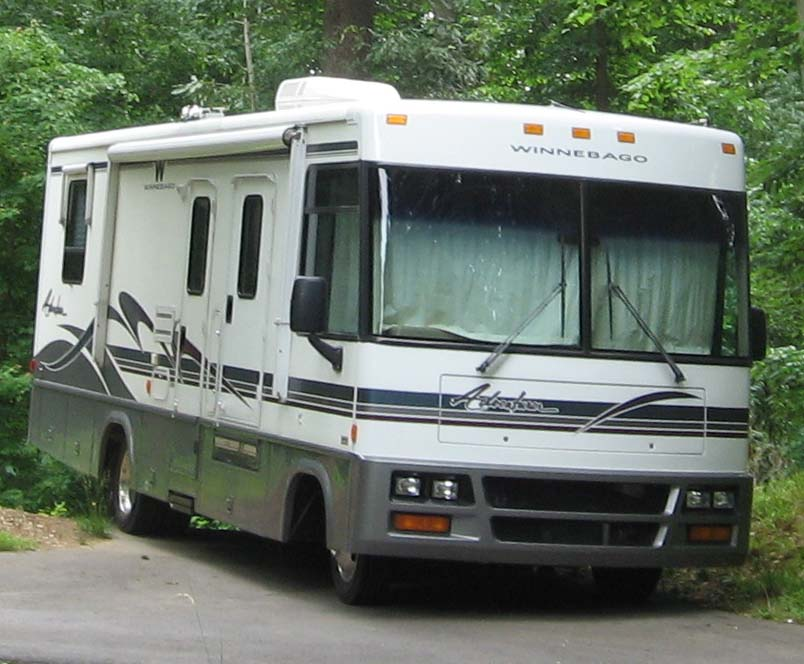
Winnebago Adventurer (1998–1999)

Winnebago Industries Inc. ist ein Hersteller von Wohnmobilen, Wohnaufliegern, Wohnwagen und Sonderfahrzeugen mit Sitz in Forest City, im Winnebago County des US-amerikanischen Bundesstaates Iowa. Hauptabsatzgebiet sind die USA und Kanada, darüber hinaus werden die Fahrzeuge unter anderem auch in Australien und Südkorea angeboten. In Europa bietet Winnebago Industries seine Produkte nicht an. 2013 beschäftigte das Unternehmen knapp 2.300 Mitarbeiter.
Nicht zu Winnebago Industries Inc. gehört Winnebago Australia, das Unternehmen ist Teil von Apollo Tourism & Leisure Ltd. mit Sitz in Australien, welches auf dem australischen und neuseeländischen Markt als Lizenzhalter unter dem Namen Winnebago eigene Wohnmobile anbietet.
Zwar gehören die Markenrechte gemäß Entscheid des Australischen Bundesgerichts von 2012 nun definitiv Winnebago Industries in Forest City, IA, USA. Allerdings hält Apollo Tourism & Leisure Ltd. laut eigenen Angaben als Hersteller Lizenzrechte an der Marke und bietet so die eigenen Produkte weiterhin unter dem Label Winnebago, neu sogar mit demselben Logo, in Australien und Neuseeland an. Gemäß eigener Angaben will man weiterhin rechtlich seine Position vertreten.

## Geschichte
1957 begann John K. Hanson (1913–1996), der ursprünglich als Bestatter tätig war und selbst Camping praktizierte, einen Wohnwagenhandel. Am 12. Februar 1958 wurde das Unternehmen in Forest City gegründet. Hanson konnte das kalifornische Unternehmen Modernistic Industries dazu gewinnen, im wirtschaftlich schwachen Forest City, nahe dem Winnebago River, eine Wohnwagenfabrikation zu eröffnen. 1959 übernahm Hanson mit einer Gruppe weiterer Geschäftsleute das Unternehmen, 1960/61 wurde der Firmenname Winnebago Industries eingeführt. In den 1960er Jahren wuchs das Unternehmen, 1966 begann Winnebago mit der Herstellung von Wohnmobilen. 1970 zog das Unternehmen in eine neue und größere Betriebsstätte um und ging an die Börse. 1972 trat Hanson in den Ruhestand und sein Sohn, später sein Schwiegersohn, übernahmen die Leitung der Firma. Seit dem Modelljahr 1975 produzierte Winnebago auch Wohnmobile unter der Marke Itasca. Das Itasca-Fahrzeug mit der Serien-Nr. 1, ein im August 1974 produzierter Prototyp, steht heute im RV-Museum (RV = Recreational vehicle, deutsch: Wohnmobil) des Winnebago-Händlers Jack Sisemore Traveland in Amarillo (Texas). Nachdem der Absatz in den 1970er Jahren durch die stark gestiegenen Benzinpreise beeinträchtigt wurde, kehrte Hanson 1979 in die Firma zurück. Auch nachdem er sich einige Jahre später wieder aus dem Unternehmen zurückgezogen hatte, nahm er bis zu seinem Tod noch Anteil an der Unternehmensentwicklung. 2010 übernahm Winnebago das Unternehmen SunnyBrook RV.
2013 präsentierte Winnebago den Metro Link, einen „mid-size“-Bus, der Komfort und Wirtschaftlichkeit verbinden soll. Er basiert auf der Ford-E-Serie (E350, E450) und ist mit einem 5,4 Liter-V8- oder einem 6,8 Liter-V10-Motor ausgestattet, die mit einem 5- oder 6-Gang-Automatikgetriebe verbunden sind. Die Busse bieten je nach Modellvariante 4 bis 25 Sitzplätze, teilweise darüber hinaus den Platz für die Mitnahme von 1 bis 4 Rollstühlen. 2015 verkaufte Winnebago Industries seine Busabteilung, die Metro Link™ Transit Bus Operation, an Metro Worldwide, LLC. mit Sitz in Clear Lake (Iowa), um sich wieder stärker auf die Entwicklung und Herstellung von Wohnmobilen zu konzentrieren. Metro Worldwide vertrieb die Busse bereits vor der Übernahme, plante aber, die Busproduktion nach Westminster (Maryland) zu verlagern.
Um weitere Produktionskapazität für seine Premiummodelle zu gewinnen, übernahm Winnebago Industries 2015 den in Junction City, Oregon, ansässigen und auf große Class-A-Dieselfahrzeuge spezialisierten Hersteller Country Coach. Im Zuge dieser Übernahme verlagerte Winnebago Industries die Produktion seiner Class-A-Dieselmodelle auf das Jahr 2016 hin vom Stammhaus in Forest City nach Oregon. Ausgenommen davon war die Forza bzw. Itasca Solei Produktlinie, die weiterhin in Forest City, Iowa, montiert wurde.
Im Rahmen einer strategischen Neuausrichtung und der damit verbundenen Restrukturierung und Straffung des Programms wurde zunächst 2016 die Marke Itasca vom Markt genommen und das Händlernetz reorganisiert. Diverse Class-A-Benzin- und Class-C-Modelle werden jedoch nach wie vor unter den ehemaligen Itasca-Modellbezeichnungen nebst ihren baugleichen Winnebago Schwestermodellen angeboten. Die auf vermehrter Standardisierung basierenden Kostensenkungsmassnahmen führten dazu, dass aus logistischen Gründen die Produktion und Montage der Class-ADieselfahrzeuge nach nur gut drei Jahren von Junction City, OR wieder nach Forest City, IA „zurückverlagert“ wurde. Dabei wurden die Premium Modelle (Journey, Tour, Grand Tour) vom Markt genommen.
Mit der auf den Herbst 2019 abgeschlossenen Übernahme des Premium-Herstellers Newmar Corporation in Nappanee, Indiana, deckt Winnebago Industries das Premiumsegment des Marktes erneut, und breiter ab als je zuvor. Infolgedessen wurde auch die Vermarktung der Class-A-Benzinmodelle neu geplant. Während im unteren Segment mit dem Winnebago Intent ein neues preisgünstiges Modell lanciert wurde, wurde das frühere Premium Modell Adventurer kurzzeitig vom Markt genommen (2018) und ab 2019 als Rebranding auf Basis des Vista LX Modells erneut und deutlich unter den Premium Modellen von Newmar angesiedelt.
Im Modelljahr 2018 nahm Winnebago mit dem Revel auf Basis des Mercedes Sprinter erstmals ein geländegängiges Wohnmobil in sein Modellprogramm auf.
Im selben Jahr präsentierte Winnebago als erster US-Wohnmobilhersteller ein Elektrofahrzeug All-Electric, das auf dem Ford F-53 Commercial Chassis basierte. Diese Elektrofahrzeuge sind jedoch nicht als Wohnmobile im Angebot, sondern können von Winnebagos Speciality Vehicle Division als Spezialfahrzeuge wie etwa fahrende Polizei- bzw. Feuerwehr-Einsatzzentralen, Medizinische Fahrzeuge, fahrende Bibliotheken etc. geordert werden.
Im Juni 2018 wurde der Bootsbauer Chris Craft übernommen.
Im Frühjahr 2020 präsentierte Winnebago Industries mit dem Newmar Modell Canyon Star erstmals ein auf dem Freightliner MC Chassis basierendes Class-A-Fahrzeug mit vorne eingebautem Dieselmotor. Im RV-Jargon wird dieses Layout „FRED“ = „FRont Engine Diesel“ genannt, quasi das Gegenstück des „Diesel-Pusher“-Layouts, das über einen Heckmotor verfügt (to push = schieben). Obwohl sich das FRED-Konzept bei diversen andern Herstellern wie Fleetwood RV, Thor, Monaco Coach, Tiffin etc. als wenig erfolgreich erwies und bislang kaum Bedeutung erlangte, hat es betreffend Drehmoment, Anhängelast und Zuladung deutliche Vorteile gegenüber den in dieser Preisklasse hauptsächlich verwendeten Ford F-53 Chassis mit Ottomotor. Kritiker des FRED-Konzepts bemängeln die gegenüber dem Ottomotor massiv höheren Anschaffungs- und Unterhaltskosten, die Notwendigkeit des CDL (Commercial Driver’s License da das zulässige Gesamtgewicht über 26'000 lbs / 11'793 kg liegt) sowie die nicht beseitigten Nachteile eines Frontmotorkonzepts wie die Geräuschemissionen des Motors, die eingeschränkte Beinfreiheit im Cockpit oder auch die Bauhöhe des Fahrzeugs mit deutlich über 12 ft (3,66 m), was betreffend Norm-Garagentoren, Dachhöhen bei Tankstellen, Parkplatzeinfahrten, Unterführungen in Städten etc. oft einschränkend wirkt.
Newmar siedelt seine Canyon Star FRED-Modelle preislich knapp unter den „Diesel-Pushern“ im gehobeneren Preissegment an. Die u. a. auch als Toyhauler ausgelegten Versionen des Canyon Star haben ein zur Rampe absenkbares Heck, weitere Versionen sind mit einem Rollstuhllift oder zusätzlichen Bunk-Betten versehen.
Mit dem Modelljahrgang 2021 lässt Winnebago die Modellbezeichnung Journey wiederaufleben und nimmt dafür das leistungsstärkere, bisherige Premium Modell Horizon vom Markt. Weiter sind nun bei Winnebago und Newmar sämtliche Class-A-Dieselmodelle (Freightliner Chassis und Spartan Chassis) mit einem adaptivem Geschwindigkeitsregler, Spurhaltesystemen etc. ausgerüstet. Mit dem auf dem Ford Transit AWD Chassis basierenden Modell Ekko bietet Winnebago nebst dem Revel (Mercedes Sprinter Chassis) ein weiteres allradgetriebenes Fahrzeug an. Vom Markt genommen wurden hingegen die in ihren Klassen preislich unten angesiedelten Modelle Intent und Outlook, welche noch mit dem 2020 abgelösten Ford 6.8L-V10-Triton-Ottomotor ausgestattet waren. Bei Newmar entfällt die benzingetriebene, auf dem Ford F-53 Chassis basierende und mit dem 6.8L-V10-Triton Ottomotor ausgestattete Variante des Modells Canyon Star. Weiter sind nun sämtliche auf den Ford F-53 Chassis (Newmar / Winnebago) sowie Ford E-Series Chassis (Winnebago) basierenden Modelle mit dem neuen Ford 7.3L-V8-Ottomotor ausgerüstet.

## Produkte
Winnebago Industries deckt heute mit seinen Tochterunternehmen und Marken mit Ausnahme von „Truck-Campern“ praktisch sämtliche Segmente des US Marktes für Recreation Vehicles „RVs“ ab. Nebst den in jeweils unterschiedlichen Preissegmenten angebotenen, motorisierten Class A, B, C, Super C Modellen bietet Winnebago Industries auch eine breite Palette von Wohnanhängern („Trailers“) und -Aufliegern („Fifth-Wheels“) an.
Die Fertigungstiefe bei den Winnebago Produkten beträgt nach eigenen Angaben über 70 %. So werden sämtliche gezogenen Aluminiumstrukturen, im Rotocast-Verfahren hergestellte, einteilige / nahtlose Wassertanks, Duschkabinen, Türen, Polstermöbel etc. in-house bei Winnebago Industries selbst hergestellt.
Winnebago Industries bedient sich seit je her auf dem Markt bei gängigen Standard-Chassis-Anbietern wie Ford, Daimler (Freightliner, Mercedes-Benz), The Shyft Group (Spartan Chassis), Stellantis (Ram Truck), GM (Chevrolet Workhorse) oder DexKo (Anhänger-Chassis). Aber auch Chassis von Renault, Volkswagen, Toyota, Chrysler etc. wurden bereits verwendet. Beim patentierten sog. Maxum-Chassis wird in Zusammenarbeit mit Freightliner der mittlere Teil des Standard-Leiterrahmens abgesenkt, so dass die Gepäckablagen großzüger ausgelegt werden können.
Je nach Marktsituation, Modellpolitik und Preis-Leistungs-Verhältnis ist es möglich, dass dasselbe Fahrzeug auf verschiedenen Chassis angeboten wird und der Kunde nach persönlichen Präferenzen wählen kann. Für den Modelljahrgang 2022 bietet Newmar für die Modelle Dutch Star, Ventana und New Aire gegen Aufpreis ein Spartan Chassis an.
| Hersteller           | Chassis                | Motor-position | Motor                   | Motorlayout                               | Leistung                        | max. Gesamtgewicht                            | Winnebago Modelle                                              | Newmar Modelle                               | Class |
| -------------------- | ---------------------- | -------------- | ----------------------- | ----------------------------------------- | ------------------------------- | --------------------------------------------- | -------------------------------------------------------------- | -------------------------------------------- | ----- |
| Stellantis           | Ram ProMaster          | Front          | Chrysler Pentastar      | 3.6 L V6 Ottomotor                        | 209 kW / 284 PS                 | 9'350 lbs / 4'241 kg                          | Solis Pocket, Roam, Solis, Travato                             |                                              | B     |
| Daimler AG           | Mercedes-Benz Sprinter | Front          | Mercedes-Benz OM642     | 3.0 L V6 Turbodiesel                      | 140 kW / 190 PS                 | 15'250 lbs / 6'917 kg                         | Era, Boldt, Revel, View, Navion                                |                                              | B, C  |
| Ford                 | Ford Transit AWD       | Front          | Ford EcoBoost           | 3.5 L V6 Ottomotor                        | 228 kW / 310 PS                 | 11'000 lbs / 4'950 kg                         | Ekko, Speciality Vehicles                                      |                                              | C     |
| Ford                 | Ford E-Serie           | Front          | Ford                    | 7.3 L V8 Ottomotor                        | 261 kW / 350 PS                 | 14'500 lbs / 6'577 kg                         | Minnie Winnie, Spirit                                          |                                              | C     |
| Ford                 | F-53                   | Front          | Ford                    | 7.3 L V8 Ottomotor                        | 261 kW / 350 PS                 | 26'000 lbs / 11'793 kg                        | Adventurer, Adventurer AE, Vista, Sunstar, Speciality Vehicles | Bay Star, Bay Star Sport                     | A     |
| Daimler AG           | Freightliner MC        | Front          | Cummins B               | 6.7 L I6 Turbodiesel                      | 250 kW / 340 PS                 | 30'000 lbs / 13'607 kg                        | Speciality Vehicles                                            | Canyon Star                                  | A     |
| Daimler AG           | Freightliner XCS       | Heck           | Cummins ISB             | 6.7 L I6 Turbodiesel                      | 250 kW / 340 PS                 | 26'000 lbs / 11'793 kg                        | Forza, Inspire                                                 |                                              | A     |
| Daimler AG           | Freightliner XCS       | Heck           | Cummins L9              | 8.9 L I6 Turbodiesel                      | 331 kW / 450 PS                 | 52'000 lbs / 23'586 kg                        |                                                                | New Aire                                     | A     |
| Daimler AG Winnebago | Maxum II               | Heck           | Cummins ISL             | 8.9 L I6 Turbodiesel                      | 280 kW / 380 PS                 | 36'400 lbs / 16'380 kg 38'700 lbs / 17'415 kg | Journey                                                        |                                              | A     |
| Daimler AG           | Freightliner XCR       | Heck           | Cummins ISB Cummins ISL | 6.7 L I6 Turbodiesel 8.9 L I6 Turbodiesel | 265 kW / 360 PS 331 kW / 450 PS | 33'400 lbs / 15'149 kg 44'700 lbs / 20'275 kg | Speciality Vehicles                                            | Dutch Star, Ventana, Kountry Star            | A     |
| Shyft Group          | Spartan K2             | Heck           | Cummins ISL             | 8.9 L I6 Turbodiesel                      | 331 kW / 450 PS                 | 52'000 lbs / 23'586 kg                        |                                                                | Dutch Star, Ventana, New Aire                | A     |
| Shyft Group          | Spartan K3             | Heck           | Cummins X12 Cummins X15 | 11.9 L I6 Turbodiesel 15 L I6 Turbodiesel | 368 kW / 500 PS 445 kW / 605 PS | 54'000 lbs / 24'493 kg                        |                                                                | King Aire, Essex, London Aire, Mountain Aire | A     |
| Daimler AG           | Freightliner M2        | Front          | Detroit Diesel DD13     | 12.8 L I6 Turbodiesel                     | 371 kW / 505 PS                 | 58'000 lbs / 26'308 kg                        | Speciality Vehicles                                            | Supreme Aire, Super Star                     | C     |

Weitere Produkte von Winnebago Industries im Bereich RV sind die Winnebago Wohnwagen (Micro Minnie, Minnie, Hike und Voyage), der im RV-Jargon „Fifth Wheel“ genannte Wohnauflieger Voyage, sowie zwei „Toyhauler“ (Spider), bei welchen mittels einer absenkbaren Rampe Motorräder oder ein ATV in den Wohnwagen verladen werden können.
Die als eigenes Profitcenter fungierende Abteilung „Winnebago Speciality Vehicles“ produziert auf diversen Chassis (siehe Liste) kundenspezifische Spezialfahrzeuge wie mobile Einsatzzentralen, Arztpraxen oder Fahrbibliotheken und verantwortet auch die Produktion der unter der Bezeichnung „Accessibility Enhanced Motorhomes“ verkauften Fahrzeuge für Menschen mit Mobilitätseinschränkungen (Winnebago Inspire, Adventurer AE, Roam). Die mit einem Rollstuhllift ausgestatteten und behindertengerechten Innenausstattung versehenen Fahrzeuge von Newmar (Variante des Canyon Star) werden hingegen bei Newmar selbst hergestellt.
Aufgrund der hohen Nachfrage, wie auch betreffend der Lieferschwierigkeiten aufgrund der Covid-19-Pandemie, wurden die Preise bei Winnebago auch beim Modelljahrgang 2022 um durchschnittlich 6 % erhöht, dies nach einer Preiserhöhung von 9 % auf den Modelljahrgang 2021 hin. Wie 2021 die preislich unten angesiedelten Modelle Outlook und Intent vom Markt genommen wurden, werden 2022 auch die preislich günstigeren Ausführungen Vita, bzw. Porto auf dem Mercedes-Benz Sprinter Chassis nicht mehr angeboten. Das auf den Jahrgang 2022 neu eingeführte B-Class Modell Solis Pocket bildet mit einem Preis von MSRP: US$ 99'566.- nun das preisgünstigste Modell. Das teuerste Fahrzeug der Marke Winnebago ist neu das Modell Journey 40P, dessen MSRP deutlich über US$ 400'000.- liegen dürfte (Stand Oktober 2021). Die Preisspanne bei den Fahrzeugen von Newmar liegt zwischen MSRP US$ 150'402 (Bay Star Sport) und MSRP US$ 1'399'664.- (King Aire). Für sämtliche Modelle von der Marken Winnebago und Newmar stehen aufpreispflichtige Optionen bereit, mit welchem der bereits hohe Komfort zusätzlich gesteigert werden kann.
Ältere Winnebago-Fahrzeuge sind oft durch das aufgemalte „W“ auf den Seiten des Fahrzeugs erkennbar, das mit einem Streifen Vorder- und Rückseite des Wohnmobils verbindet. Dieses „Flying W“ genannte Emblem wird bei den Fahrzeugen von Winnebago seit 2018 in neu gestylter Form wieder verwendet.
Die hier genannten Jahresangaben beziehen sich auf die Modelljahre und nicht die Kalenderjahre. Das Modelljahr beginnt unterschiedlich, die Produktionseinrichtungen des neuen Jahrgangs werden meist nach den Sommerferien in Betrieb genommen; die ersten Modelle werden also im Spätherbst des vorhergehenden Kalenderjahres bei Ausstellungen und Händlern zu sehen sein. Je nach vorgesehenen Änderungen, Abverkaufszahlen und Verfügbarkeit der Chassis, kann es auch vorkommen, dass die Produktion des Modelljahrgangs auch erst im Januar desselben Kalenderjahres angegangen wird. Speziell beim Modelljahrgang 2022 sind aufgrund der Covid-19-Pandemie und den damit verbundenen Lieferengpässen deutlich längere Lieferfristen zu erwarten (Stand Oktober 2021).

### Chevrolet
Von den 1970er Jahren an bis in die 1990er Jahre wurden eine Vielzahl von Wohnmobilen auf technischer Basis von Chevrolet angeboten. Dazu gehören nebenr der C-Reihe unter der Marke Winnebago die Modelle Brave, Campsite, Chieftain, Elandan, Elante, Mini Warrior, Minnie Winnie, Superchief, Vectra, Vectra Grand Tour und Warrior, sowie unter der Marke Itasca die Modelle Class C Spirit, Passage, Seafarer, Seahawk, Spectrum, Suncruiser, Sundancer, Sunflyer, Sunrise und Windcruiser. Motorisiert wurden die Fahrzeuge meist von V8-Ottomotoren, teilweise waren optional auch Dieselmotoren erhältlich. Einige dieser Modelle waren unter gleichem Namen auch auf Basis anderer Fahrgestellhersteller erhältlich.

### Dodge

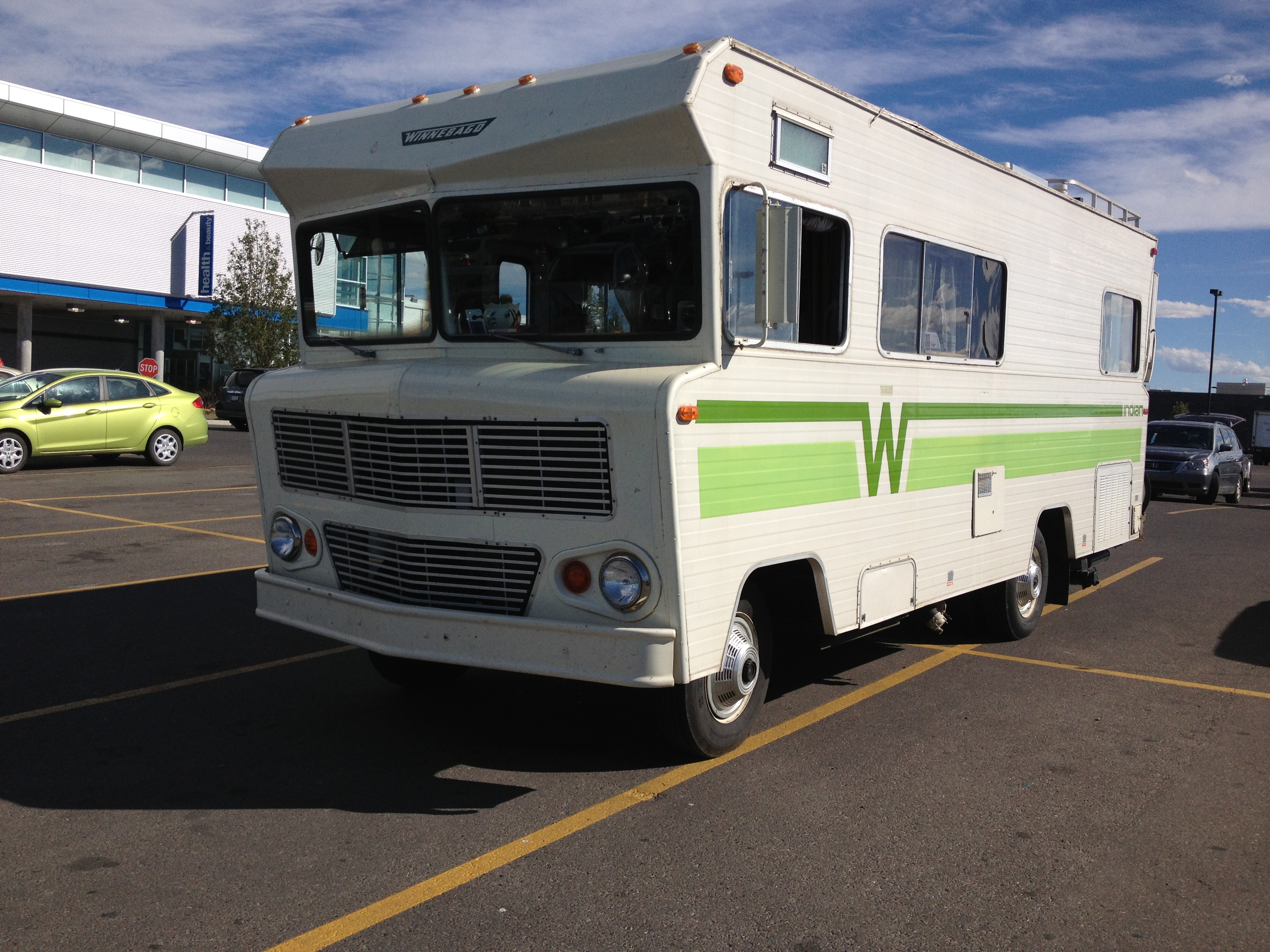
Winnebago Indian (1975)

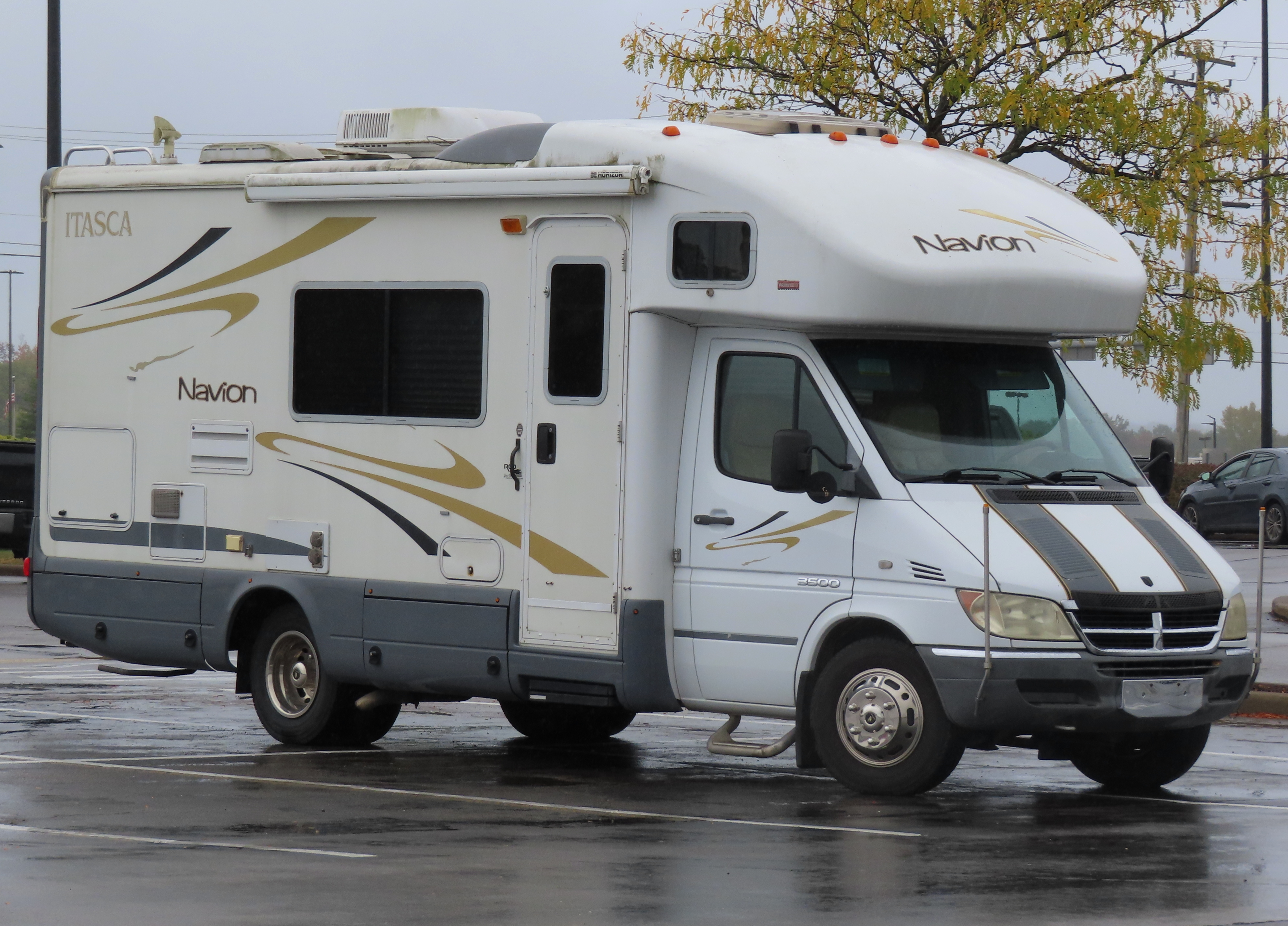
Itasca Navion (2007)

Bereits seit den 1960er Jahren baute Winnebago Wohnmobile auf Dodge-Fahrzeugen auf, die mit V8-Motoren angetrieben wurden. Dazu gehörten nach der bis 1970 angebotenen D-Serie die Modelle Brave, Chieftrain, Custom, Indian, Minnie Winnie und Winnie Wagon. Unter der Marke Itasca wurde der Bunkhouse angeboten. 1974, als die Weltausstellung in den USA stattfand, bot Winnebago als limitiertes Modell den Expo ´74 als „Official Expo ´74 Motorhome“ auf Dodge RM 350-Fahrgestell mit Dodge-V8-Motor an. Im Modelljahr 1981 wurden zunächst letztmals Wohnmobile auf Dodge-Basis angeboten.
Ab 2006 bot Winnebago Wohnmobile auf Basis der ersten und zweiten Modellgeneration des Dodge Sprinter an: Era, Via und View, sowie die Itasca-Modelle Navion und Reyo. Einstiegsmodell war der Era. Navion und View werden teilintegriert und mit Alkoven gebaut, und bei Reyo und Via handelt es sich um vollintegrierte Wohnmobile. Motorisiert sind diese Fahrzeuge mit einem 3,0 Liter-V6-Turbodieselmotor von Mercedes-Benz. Nachdem sich die in der DaimlerChrysler AG zusammengeschlossenen Unternehmen Daimler-Benz AG und Chrysler Inc. 2007 wieder trennten, lief Ende 2009 die auf dem Mercedes-Benz Sprinter basierende Produktion des Dodge Sprinter aus, und die Wohnmobile auf Basis des Dodge Sprinter gingen 2010 in ihr letztes Modelljahr.

### Ford

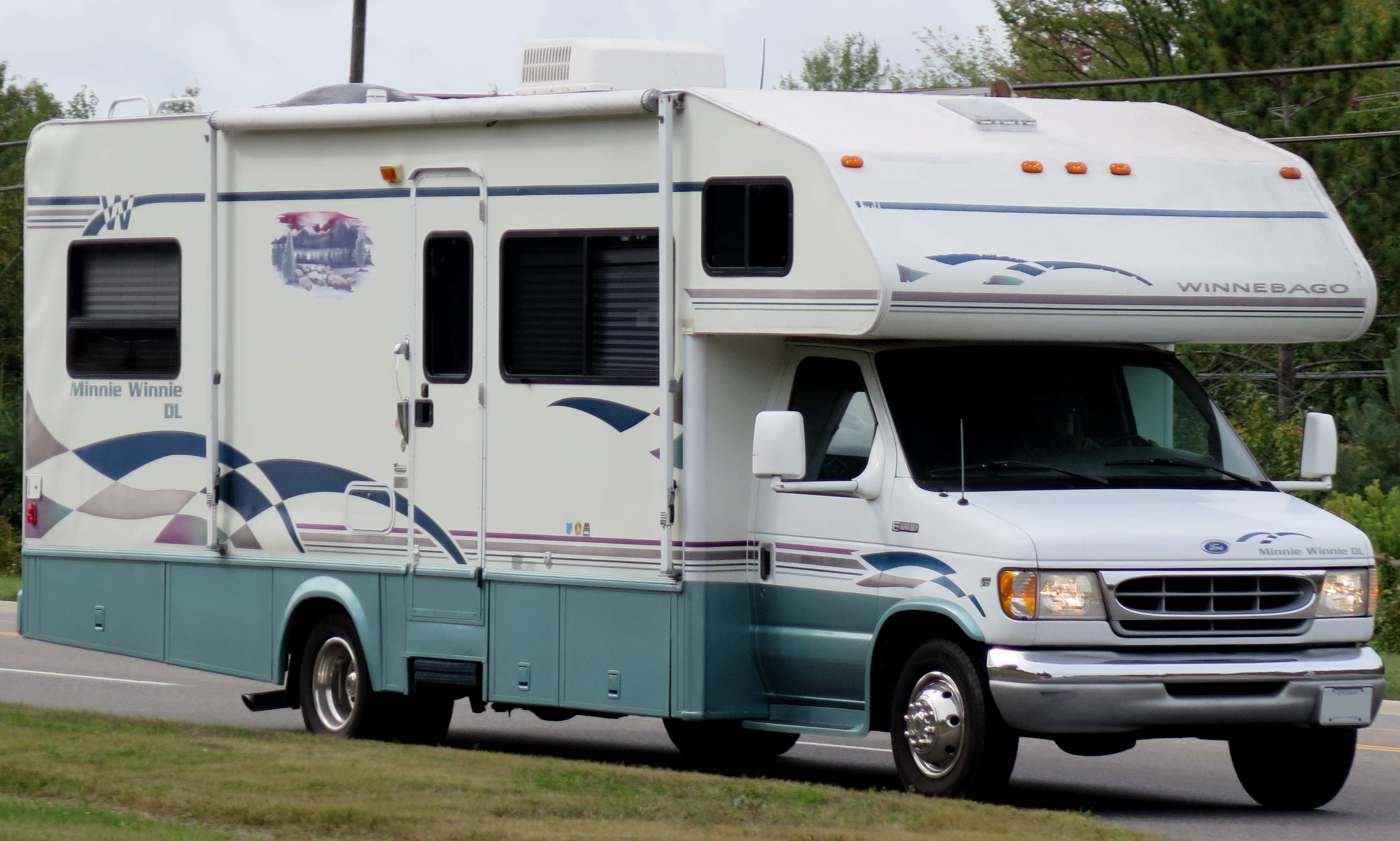
Winnebago Minnie Winnie DL (1997)

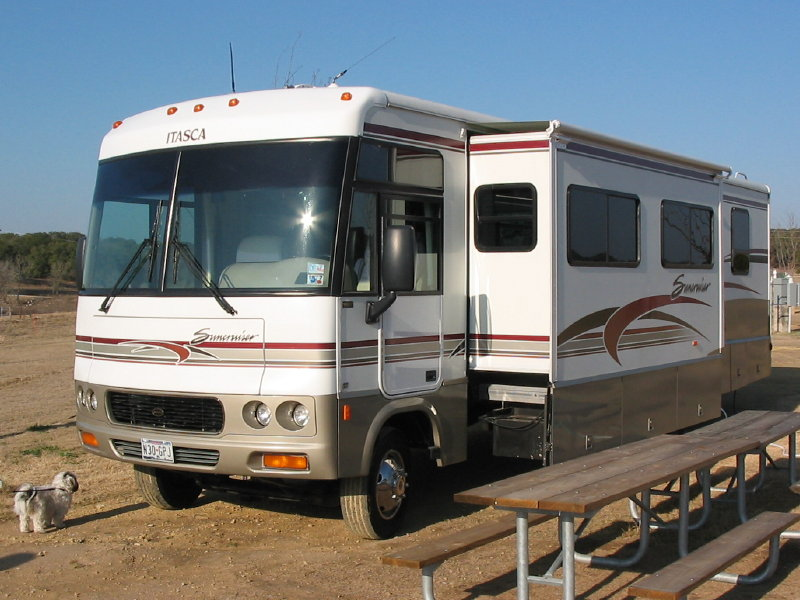
Itasca Suncruiser (2000–2002)

Bereits seit den 1960er Jahren bietet Winnebago Wohnmobile auf technischer Basis von Ford an. Motorisiert sind die Fahrzeuge mit V6-, V8- oder V10-Motoren. Nach der bis 1970 angebotenen F-Serie brachte Winnebago ab 1971 eine Vielzahl von Modellen auf Ford-Basis heraus: Die Frontlenker Adventurer, Brave, Chieftrain, Renegade, Sightseer, Sunova, Sunstar und Vista, sowie unter der Marke Itasca Suncruiser, Sunflyer, Sunova, Sunrise und Sunstar. Im Modelljahr 2018 erschien ferner auf dem Fahrgestell Ford F53 der Intent, ein Frontlenker mit V10-Motor. Auf Basis der Ford-E-Serie (E350, E450) wurden oder werden Access, Aspect, Cambria, Minnie, Minnie Winnie, Minnie Winnie Premier, Outlook und Spirit, sowie unter der Marke Itasca Cambria, Impulse und Sundancer angeboten. Auf Basis des Ford Transit sind bzw. waren seit 2016 der Fuse und 2017/18 der Paseo im Angebot. 2015/16 hatte Winnebago mit Brave und Tribute Wohnmobile im Retrodesign der späten 1960er Jahre im Programm, sie bauten auf dem Fahrgestell Ford F53 auf und waren mit einem 6,8-Liter-V10-Motor ausgerüstet. Auch Chieftrain und Class C Warrior sowie Itasca Sunflyer waren zumindest zeitweise auf technischer Basis von Ford lieferbar, und der Voyage war mit einem Motor von Ford ausgerüstet.

### Freightliner
Seit 1996 baut Winnebago Wohnmobile auf Fahrgestellen von Freightliner Trucks auf. Es handelt sich um Frontlenker mit Heckmotor, die überwiegend mit Motoren von Cummins Inc., und stets mit 6-Gang-Automatikgetrieben von Allison Transmission, Inc. ausgerüstet sind. Erstes Modell war der Luxor, das von einem 8,3 Liter-Cummins-Turbodieselmotor angetrieben wird. Von 1999 bis 2001 basierte der Ultimate Advantage und im Modelljahr 1999 auch der Ultimate Freedom auf Freightliner-Fahrgestellen, diese Wohnmobile sind mit Turbodieselmotoren von Caterpillar Inc. und Getrieben von Allison ausgerüstet. Von 2004 bis 2009 war der Itasca Meridian im Programm, mit einem 6,7 Liter-Cummins-Turbodiesel motorisiert. Auf dem Fahrgestell XC wurden 2008 und 2009 der Winnebago Destination und der Itasca Latitude gebaut, die ebenfalls von 6,7 Liter-Cummins-Turbodieselmotoren angetrieben werden. Auf dem Fahrgestell XCS erschienen 2014 Winnebago Forza und Itasca Solei. Mit je nach Modellvariante bis zu 45 Fuß Fahrzeuglänge sind sie die längsten auf Freightliner-Fahrgestell aufgebauten Wohnmobile von Winnebago, auch sie werden von 6,7 Liter-Cummins-Motoren angetrieben. Vom ersten Winnebago Vectra baut nur der 34RQ-Pusher auf einem Freightliner-Fahrgestell auf, sein Antrieb erfolgt durch einen 5,9 Liter-Cummins-Turbodieselmotor. Weitere Modelle von Winnebago waren Chieftrain, sein Schwestermodell Itasca Sunflyer, sowie Vectra Grand Tour, welche in der Version 36WL-P bzw. 35WQ-P auf Freightliner-Fahrgestellen aufbauen. Motorisiert sind diese Wohnmobile mit 5,9- bzw. 7,2 Liter-Turbodieselmotoren von Caterpillar. Auf dem Evolution Chassis von Freightliner, das exklusiv für Winnebago hergestellt wurde, basierten bis 2007 der Vectra von Winnebago und der Horizon von Itasca. Diese beiden Wohnmobile wurden mit Turbodieselmotoren von Caterpillar (7,2 Liter) oder Cummins (8,9 Liter) ausgerüstet.
Mit dem Modelljahrgang 2019 wurden sämtliche Freightliner Chassis, ähnlich der Mercedes Sprinter Chassis, betreffend den Sicherheitskomponenten auf den neuesten Stand gebracht. Als auffallendste Änderung wurde neu die Steuerung des Automatikgetriebes direkt an der Lenksäule montiert, das Cockpit erhielt eine digitale Instrumententafel, welche diverse Zusatzinformationen ermöglicht (bsp. Reifendruckkontrollsystem auch für Anhänger). Adaptive Cruise Control, Lane Assist, Blind Spot Monitoring System sind nun bei den Freightliner Chassis Standard.

### John Deere
In den Modelljahren 1987 bis 1989 wurden die Winnebago-Modelle Chieftrain und Superchief teilweise auf Fahrgestellen von John Deere aufgebaut. 1989 wurde ferner der dreiachsige Superchief DXL auf einem Fahrgestell von John Deere angeboten. Angetrieben wurden diese Wohnmobile von V8-Ottomotoren von Ford.

### Maxum

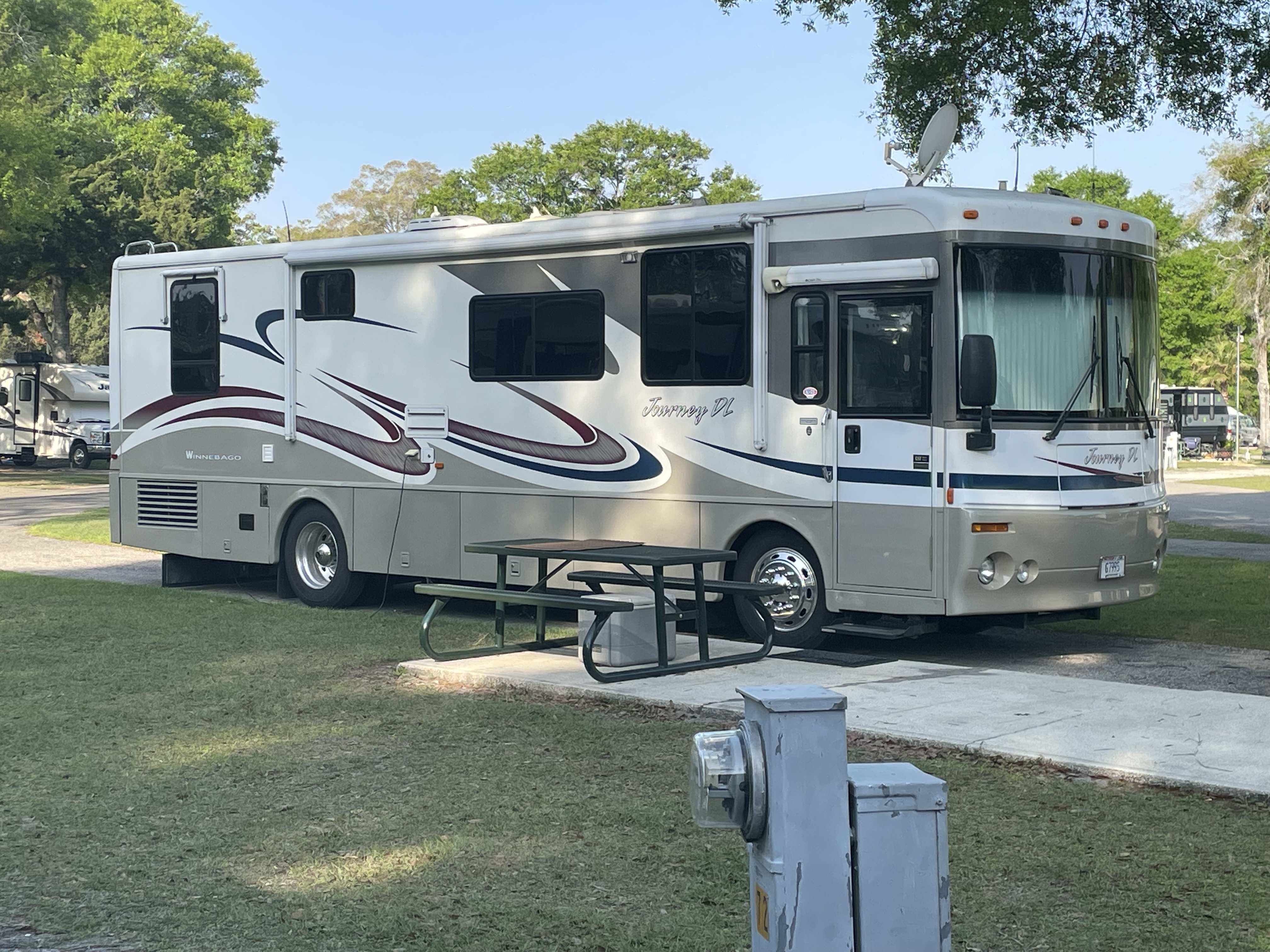
Winnebago Journey DL (2003)

Die Maxum-Fahrgestelle wurden in Zusammenarbeit von Freightliner und Winnebago entwickelt. Darauf aufgebaut wurden seit dem Jahr 2000 verschiedene Modelle: Grand Tour, Horizon, Journey und Tour von Winnebago, sowie Ellipse, Ellipse Ultra und Meridian von Itasca. Es handelt sich um zwei- oder dreiachsige Frontlenkerfahrzeuge, die durch einen im Heck eingebauten Turbodieselmotor von Cummins mit 6,7 Liter oder 8,9 Liter Hubraum angetrieben werden. Die Kraftübertragung erfolgt durch ein 6-Gang-Automatikgetriebe von Allison Transmission. Mit einer Fahrzeuglänge von bis zu 44 Fuß (über 13 Meter) gehören sie zu den größten von Winnebago produzierten Wohnmobilen. 2008 und 2009 wurden auch der Vectra von Winnebago und der Horizon von Itasca auf Maxum-Fahrgestellen aufgebaut, sie sind mit 8,9-Liter-Turbodieselmotoren von Cummins motorisiert.
Mit der Lancierung des 2022 Journey führte Winnebago das Maxum II Chassis ein. Wie beim Vorgänger wurde durch die Absenkung des mittleren Teils des Leiterrahmens die Möglichkeit eines großzügigeren Stauraums geschaffen, beim Maxum II Chassis wurden jedoch die letzten sicherheitstechnischen Entwicklungsschritte der Freightliner Chassis integriert (V-Ride-System, Adaptive Cruise Control, Lane Assist, Blind Spot Monitoring System etc.). Als auffallendste Änderung befindet sich wie bei allen Freightliner Chassis seit 2019 die Steuerung des Automatikgetriebes neu direkt an der Lenksäule, ebenfalls wurde eine digitale Instrumentenkonsole eingeführt, welche diverse Zusatzinformationen, wie etwa eine Reifendruckkontrolle eines Anhängers etc., möglich macht.

### Mercedes-Benz
Nach dem Auslauf des Dodge Sprinter produziert Winnebago seit dem Modelljahr 2011 verschiedene Wohnmobile auf Basis der zweiten Modellgeneration des Mercedes-Benz Sprinter. Es handelt sich um die Winnebago-Modelle Era, Via und View, sowie um die Itasca-Modelle Navion und Reyo. Einstiegsmodell war der Era. Navion und View sind teilintegriert und mit Alkoven gebaut, und bei Reyo und Via handelt es sich um vollintegrierte Wohnmobile. Motorisiert sind die Fahrzeuge mit einem 3,0 Liter-V6-Turbodieselmotor, optional war zeitweise auch ein 2,1 Liter-Vierzylinder-Turbodieselmotor erhältlich. Ab dem Modelljahr 2018 ist der Era optional auch mit Allradantrieb erhältlich, der Navion wird jetzt unter der Marke Winnebago angeboten, Reyo und Via entfielen. Seit dem Modelljahr 2018 ist mit dem ebenfalls auf dem Sprinter basierenden Revel erstmals ein geländegängiges Wohnmobil erhältlich. Es handelt sich dabei um ein mit nur 19 Fuß 5 Zoll Fahrzeuglänge kompaktes Wohnmobil mit Allradantrieb, das ebenfalls mit dem 3,0 Liter-V6-Tubodieselmotor ausgerüstet ist.

### Ram

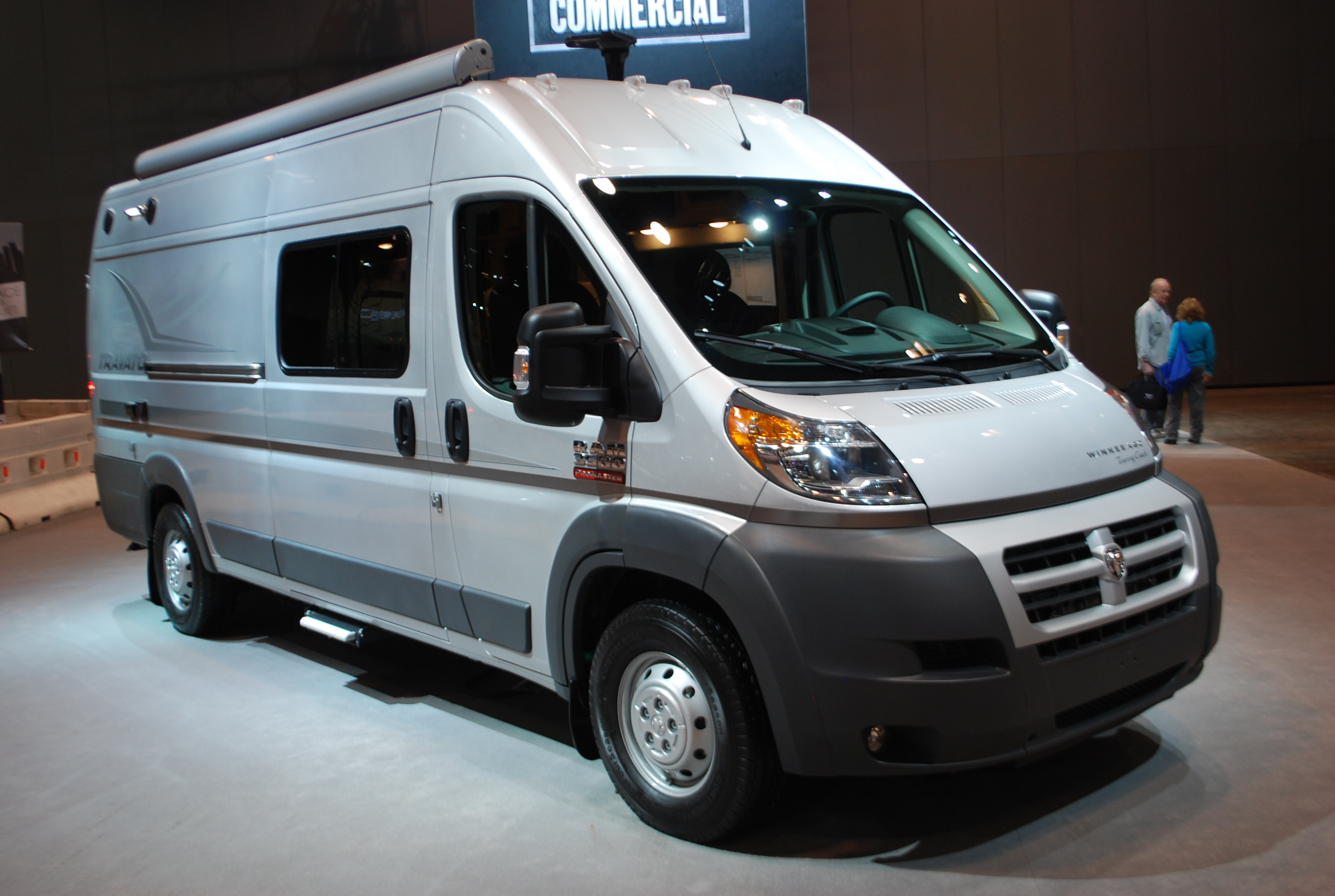
Winnebago Travato (2014)

2014 begann Winnebago mit der Produktion von Wohnmobilen auf Basis des ProMaster von Ram Trucks, der wiederum auf der dritten Modellgeneration des Fiat Ducato basiert. Einstiegsmodell ist der Winnebago Travato. Teilintegrierte Wohnmobile mit Alkoven sind die inzwischen eingestellten Winnebago Trend und sein Schwestermodell, der Itasca Viva!. Angetrieben werden die Fahrzeuge von einem 3,6 Liter-V6-Ottomotor von Chrysler, optional war teilweise auch ein 3,0 Liter-Dieselmotor mit vier Zylindern von Iveco erhältlich. Die Kraftübertragung erfolgt stets über ein 6-Gang-Automatikgetriebe.

### Renault

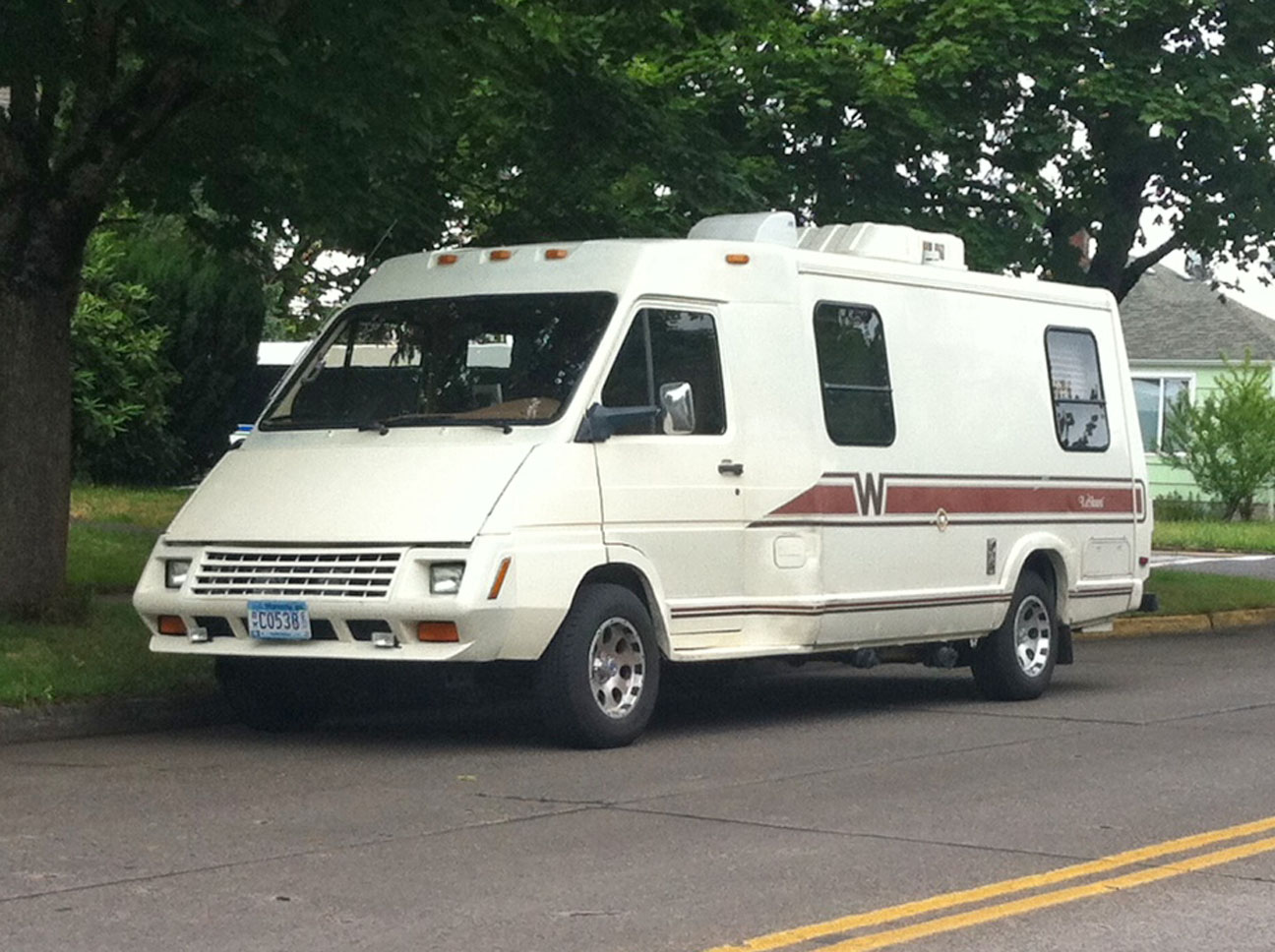
Winnebago LeSharo (1987–1992)

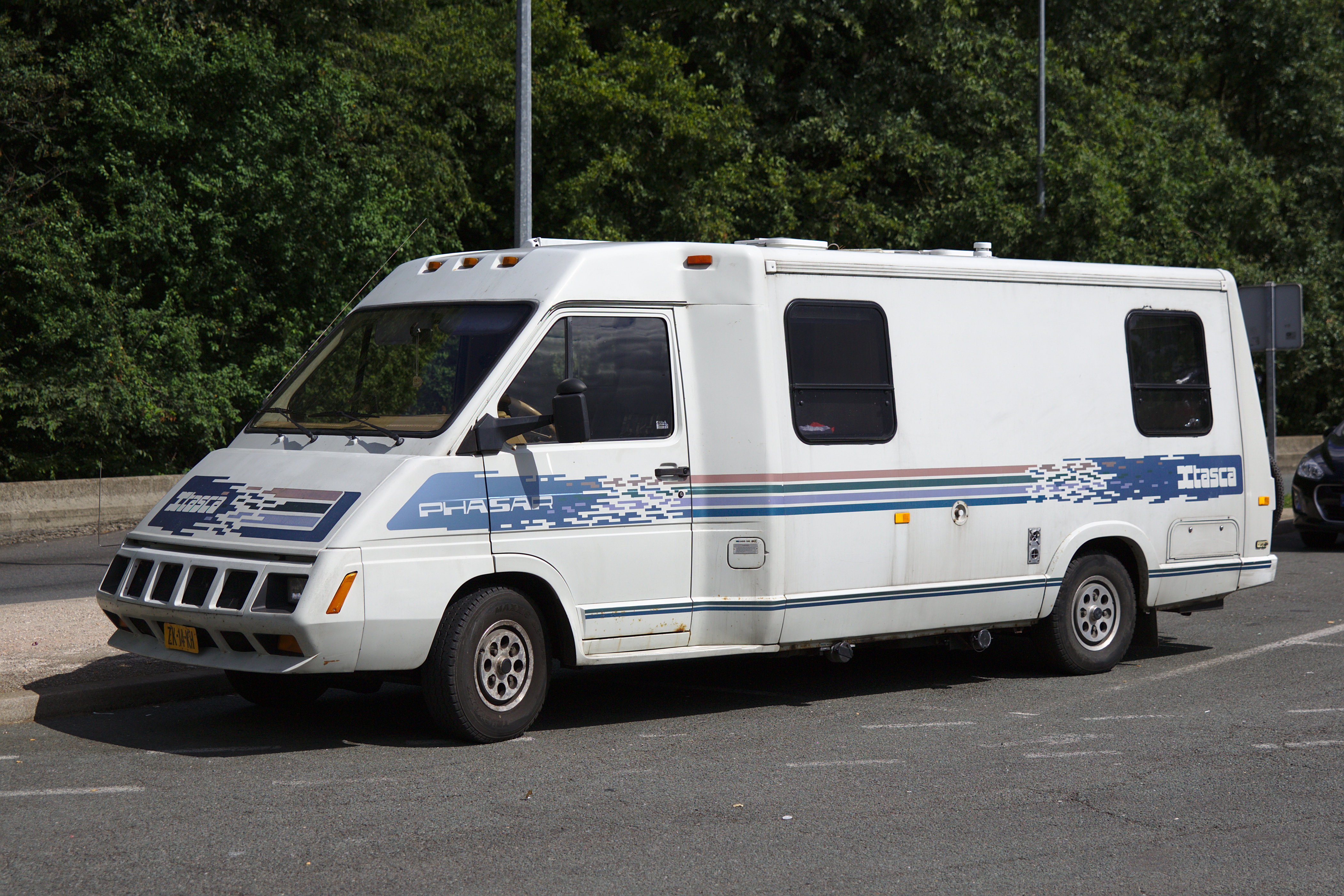
Itasca Phasar (1987–1992)

Auf Basis der ersten Modellgeneration des Renault Trafic bot Winnebago von 1983 bis 1992 den LeSharo sowie unter der Marke Itasca den Phasar an. Damit nahm Winnebago erstmals Wohnmobile auf Basis europäischer Transporter ins Verkaufsprogramm auf, die gegenüber den amerikanischen Basisfahrzeugen über kleinere und sparsamere Motoren verfügten. Beide Modelle hatten eine vom französischen Renault-Originalfahrzeug abweichende, futuristischer wirkende Frontpartie, die bei LeSharo und Phasar unterschiedlich ausgeführt war. Motorisiert sind die Fahrzeuge mit einem 2,0/2,1 Liter-Dieselmotor oder einem 2,2 Liter-Ottomotor mit jeweils vier Zylindern. Von 1987 an hatten die Fahrzeuge eine überarbeitete Frontpartie, die weiterhin zwischen LeSharo und Phasar unterschiedlich gestaltet war.

### Spartan
Von 2000 bis 2004 baute Winnebago den Ultimate Freedom und von 2002 bis 2004 auch den Ultimate Advantage auf dem Fahrgestell Mountain Master GT von Spartan Motors / Shyft Group auf. Diese Frontlenker-Wohnmobile werden von im Heck eingebauten Cummins-Turbodieselmotoren mit 8,3 Liter oder 8,9 Liter Hubraum angetrieben, die mit einem 6-Gang-Getriebe von Allison kombiniert sind.
Bei Newmar basieren die größten Modelle wie King Aire auf Spartan Chassis, bei diversen Modellen wie etwa dem New Aire kann der Kunde optional und gegen Aufpreis ein Spartan Chassis wählen. ACC, BLIS und Lane Assist sind bei den Spartan Chassis Standard.
Spartan Chassis werden von Kunden aufgrund ihrer hohen Steifigkeit bevorzugt.

### Toyota

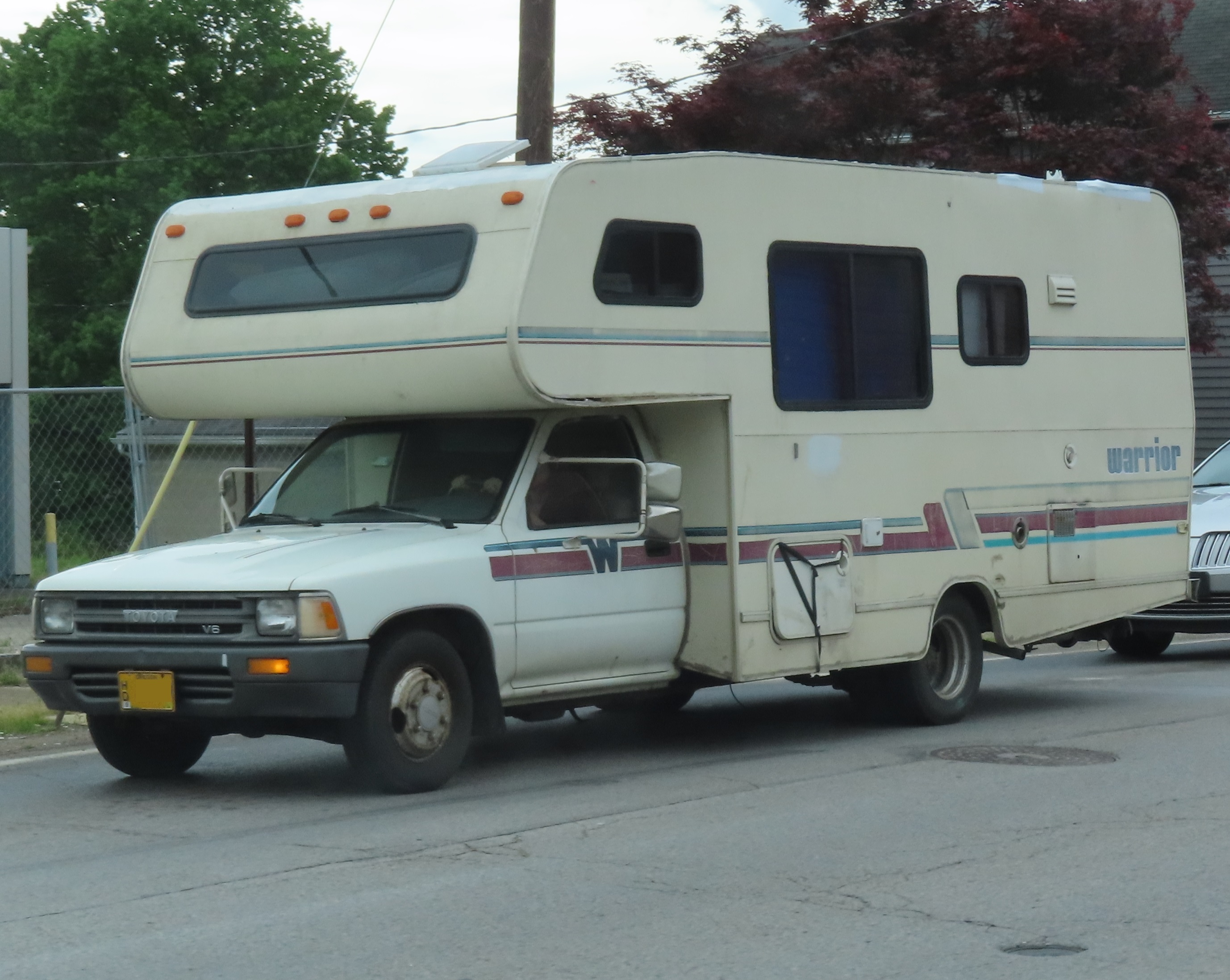
Winnebago Micro-Mini Warrior (1991)

Aus einer Zusammenarbeit von Winnebago und Toyota ging der Geländewagen Trekker hervor, der von 1981 bis 1983 angeboten wurde. Basisfahrzeug war der von Toyota produzierte Pick-up Hilux der dritten Modellgeneration, der von Winnebago mit einem geschlossenen Aufbau aus glasfaserverstärktem Kunststoff und einer Rücksitzbank versehen wurde. Ausgerüstet sind die Fahrzeuge mit einem 2,4 Liter-Vierzylinder-Ottomotor, der mit einem 4- oder 5-Gang-Schaltgetriebe kombiniert ist. Nachfolger ist seit 1984 der Toyota 4Runner, der von Toyota allein produziert wird.
Von 1987 bis 1993 produzierte Winnebago Wohnmobile mit Alkoven auf Basis der vierten und fünften Generation des Hilux, die als Micro-Mini Warrior, Micro Warrior, Toye, Minnie Winnie 319 und Warrior sowie unter der Marke Itasca als Micro Spirit, Sundancer Mini 319 und Sundancer 319 angeboten wurden. Zunächst waren die Fahrzeuge mit einem 2,4 Liter-Vierzylinder-Ottomotor ausgestattet, der ab 1989 von einem 3,0 Liter-V6-Ottomotor ersetzt wurde.

### Volkswagen

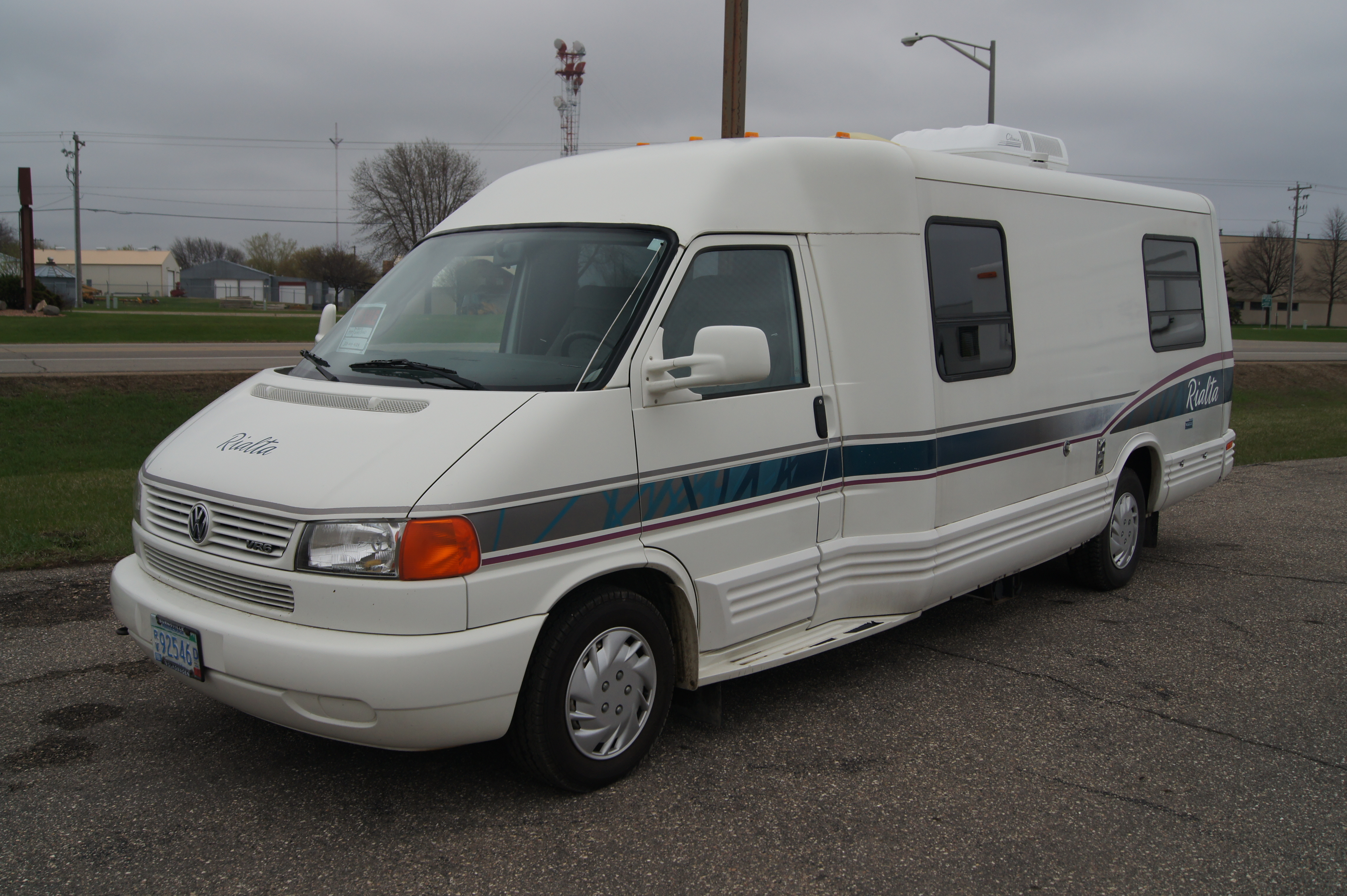
Winnebago Rialta (1997–2005)

Der Rialta kam 1995 auf Basis des T4 und mit 2,5 Liter-Reihenfünfzylindermotor auf den Markt, von 1997 bis zum Ende der Rialta-Produktion 2005 wurde dieses Antriebsaggregat durch den 2,8 Liter-VR6-Motor ersetzt. Von 1997 bis 2001 leistete der VR6-Motor mit Zweiventiltechnik 103 kW (140 HP), von 2002 bis 2005 mit Vierventiltechnik 150 kW (201 HP). Von 2002 bis 2004 stellte Winnebago darüber hinaus den Vista sowie unter der Marke Itasca den Sunstar her, Wohnmobile mit Alkoven, ebenfalls auf T4-Basis und mit VR6-4V-Motoren ausgerüstet. Der in den USA als Eurovan angebotene T4 wurde von Winnebago in der Version mit langem Radstand zum Wohnmobil mit Aufstelldach ausgebaut und ab 1995 als EuroVan Camper, später bis mindestens 2002 als Camper, von autorisierten Volkswagen-Händlern angeboten. Motorisiert waren diese Fahrzeuge zunächst mit einem 2,5 Liter-Fünfzylindermotor, der später durch den 2,8 Liter-VR6-Motor ersetzt wurde. Mit Auslauf des T4 bei Volkswagen endete die Wohnmobilfertigung auf Volkswagen-Basis, der Nachfolger VW T5 wurde nicht in den USA zugelassen.

### Workhorse
Die Wohnmobile Winnebago Chieftrain und sein Schwestermodell, der Itasca Sunflyer, basierten in den Modelljahren 2002 bis 2004 auf Fahrgestellen von Workhorse. Motorisiert sind diese Frontlenker-Fahrzeuge mit dem Vortec 8100 von General Motors, einem V8-Ottomotor mit 8,1 Liter Hubraum. Die Kraftübertragung erfolgt über ein 5-Gang-Getriebe von Allison. Auch einige Varianten des Itasca Suncruiser sind auf Workhorse-Fahrgestellen aufgebaut.

## Trivia
Guido Westerwelle nutzte während des Wahlkampfs zur Bundestagswahl 2002 ein Wohnmobil von Winnebago, ein Elanté 37, Baujahr um 1992, das in den FDP-Farben gelb-blau lackiert und mit einem auffälligen Schriftzug „www.guidomobil.de“ versehen wurde, für Auftritte auf zahlreichen Wahlwerbeveranstaltungen. Dies sorgte seinerzeit für Aufmerksamkeit in den Medien, und das „Guidomobil“ wurde zu einem Symbol und Markenzeichen Westerwelles und der FDP.
Ende der 1970er Jahre hatte Winnebago mit dem „Heli-Home“ ein weltweit einzigartiges Wohnmobil auf Basis eines Hubschraubers im Programm. Der auf heute umgerechnet über eine Million Euro teure Sikorsky S-55 bzw. in der größeren Variante Sikorsky S-58 war von Badezimmer über Klimaanlage bis zur Markise vollausgestattet und wurde achtmal gebaut und verkauft. Über den Verbleib der „Heli-Homes“ ist wenig bekannt, vermutlich wurden alle Exemplare wieder zu konventionellen Hubschraubern umgebaut oder verschrottet.
Mother (Dan Aykroyd) wünscht sich zum Ende des Films Sneakers – Die Lautlosen als Gegenleistung für die Übergabe des „kleinen schwarzen Kastens“ (der einen Kryptochip enthalten soll) vom Vertreter der NSA „einen Winnebago“, „voll ausgestattet“, „in burgund“.
In dem 2017 erschienenen tragischkomischen Roadmovie Das Leuchten der Erinnerung (Originaltitel: The Leisure Seeker) mit Helen Mirren und Donald Sutherland (Regie Paolo Virzì) gehen die Protagonisten in einem 1975er Winnebago Indian auf letzte Reise.